# Mühlgraben (Odenbach)
Der Mühlgraben ist ein gut einen halben Kilometer langer orographisch linker Zufluss des Odenbaches im rheinland-pfälzischen Landkreis Kusel auf dem Gebiet der zur Verbandsgemeinde Lauterecken-Wolfstein gehörenden Ortsgemeinde Hefersweiler.

## Verlauf
Der Morgraben entsteht im Naturraum Moschelhöhen des Nordpfälzer Berglandes  auf einer Höhe von 234 m ü. NHN in einer Wiese direkt neben der Landesstraße 382 und gut dreihundert Meter südlich des Dorfes Hefersweiler. 
Der Bach fließt begleitet von der L 382 auf seiner linken Seite zunächst in Richtung Norden durch Waldgelände, wechselt dann auf die andere Seite der Straße. Er läuft nun durch eine Grünzone, knickt dann nach Nordosten ab und mündet schließlich auf einer Höhe von 225 m am Südrand von Hefersweiler von links in den aus dem Süden kommenden Odenbach.
Der Mühlgraben mündet nach etwas über 0,5 km langem Lauf mit mittlerem Sohlgefälle von etwa 17 ‰ rund 9 Höhenmeter unterhalb seiner Quelle.